# 페예-일리오풀로스 모형
페예-일리오풀로스 모형(영어: Fayet-Iliopoulos model)은 초대칭을 기본적 벡터 초장의 D항으로 깨는 모형이다.

## 역사
프랑스의 피에르 페예(Pierre Fayet)와 그리스의 이오아니스 일리오풀로스가 1974년에 도입하였다.

## 정의
초대칭 양자전기역학 등의 모형은 벡터 초장 V을 포함한다. 따라서 그 D항을 취하여 다음과 같은 라그랑지안을 적을 수 있다.
{\displaystyle {\mathcal {L}}=2k[V]_{D}=kD}
여기서 k는 질량 차원이 2인 상수고, D는 V의 D항에 해당하는 스칼라장이다. 초퍼텐셜을 적절히 조정하여 D의 진공 기댓값을 0이 아니게 조정하면, 게이지 대칭을 보존하면서 초대칭만 깨진다.